# Alan Angus
Alan „Pete“ Angus (* April 1912 in Burwood Council; † September 1988 in Heidelberg, Australien) war ein australischer Radrennfahrer und nationaler Meister im Radsport.

## Sportliche Laufbahn
Angus war im Straßenradsport und im Bahnradsport aktiv. 1936 gewann er nationale Meisterschaft im Straßenrennen vor Dean Toseland. 1937 siegte er erneut im Meisterschaftsrennen. 1939 gewann er den Titel über 100 Meilen, ein Einzelzeitfahren. Im Melbourne to Warrnambool Cycling Classic 1936 und 1937 (das auch als Meisterschaftsrennen galt) holte er das „Blaue Band“ für die schnellste Zeit. Er stellte mehrfach bei australischen Handicaprennen Rekorde auf. Angus heiratete 1940 und war Teilnehmer der australischen Truppen am Zweiten Weltkrieg in Europa und im Nahen Osten.